# Jakšić (plemstvo)
Jakšić (Giaxich) je hrvatska plemenitaška obitelj s otoka Hvara. 
Od 1420. su u hvarskom Velikom vijeću. Bračko plemstvo stekao je ogranak obitelji koji se je preselio na Brač u Donji Humac oko 1579. godine. 
Obitelj je od istaknutijih pripadnika dala jednog sudca u Supetru i jednog zastupnika plemića u sporovima s pučanima.